# Tibia Micro Edition
Tibia Micro Edition, còn gọi là TibiaME, là game MMORPG đầu tiên cho điện thoại di động.
Tibia Micro Edition thường được gọi với tên đơn giản là TibiaME, như một bản thu nhỏ cho điện thoại từ game Tibia do hãng phát hành. Ban đầu game ra mắt cho điện thoại T-Mobile Nokia 3650 và Nokia 7650 của hãng Nokia, còn bây giờ phát triển trên nhiều nền tảng khác nhau. Phiên bản Java ra mắt chính thức vào năm 2006 và đã có tới 50.000 lượt đăng ký trên 30 máy chủ của game nằm tại Đức.
Hiện tại game miễn phí cho mọi người chơi, Nhưng nếu bạn muốn khám phá thêm nhiều tính năng cũng như những hòn đảo mới thì phải trả khoản phí cho game. Khoản phí trong game bao gồm Platium và Premium. Premium là phí thời gian chơi với việc sử dụng toàn bộ tính năng năng cao trong game, tương tự platium bổ sung cho premium, dùng nó để mua các tính năng game.
Tibiame tuy ra mắt tại Đức nhưng lại phổ biến ở Đông Nam Á, Nam Mỹ và khu vực Đông ÂU. Game hỗ trợ 3 ngôn ngữ chính anh, Malay và tiếng Đức.

## Các lớp nhân vật

### Warriors(chiến binh)
Warrior dựa trên sức mạnh cơ bắp, với lối đánh cận chiến, lượng máu lớn, với những kỹ năng hỗ trợ phòng thủ tốt, có thể tiêu diệt những quái vật cấp độ cao. Điểm yếu của nhân vật này là sát thương không cao, chỉ đánh cận chiến.

### Wizards(pháp sư)
Wizards sở hữu sức mạnh phép thuật khủng khiếp, sát thương cực lớn, vũ khí cũng như giáp tốt hơn warriors. Wizzard có kỹ năng tấn công tốt, khả năng đánh tầm xa và hỗ trợ hồi máu tốt. ĐIểm yếu của lớp nhân vật này là lượng máu thấp, việc tấn công mục tiêu sẽ tiêu tốn MP(mana point) rất lớn